# Podosphaeraster polyplax
Podosphaeraster polyplax is een zeester uit de familie Podosphaerasteridae.
De wetenschappelijke naam van de soort werd in 1962 gepubliceerd door Ailsa McGown Clark.